# Euthalia cyanipardus
Euthalia cyanipardus är en fjärilsart som beskrevs av Butler 1868. Euthalia cyanipardus ingår i släktet Euthalia och familjen praktfjärilar. Inga underarter finns listade i Catalogue of Life.